# Chilomeniscus stramineus
Chilomeniscus stramineus är en ormart som beskrevs av Edward Drinker Cope 1860. 
Chilomeniscus stramineus ingår i släktet Chilomeniscus och familjen snokar. IUCN kategoriserar arten globalt som livskraftig. Arten förekommer i sydvästra USA och i nordvästra Mexiko, inklusive på halvön Baja California. Den vistas vanligen i sandiga områden eller i regioner med mjuk jord. Växtligheten är ofta buskar. Ibland besöker Chilomeniscus stramineus klippiga ställen.

## Underarter
Arten delas in i följande underarter:
- Chilomeniscus stramineus esterensis
- Chilomeniscus stramineus stramineus